# 산타클로스 2
《산타클로스 2》(영어: The Santa Clause 2)는 미국에서 제작된 마이클 렘벡 감독의 2002년 크리스마스 가족 판타지 코미디 영화이다. 《산타클로스》(1994)의 속편이다. 팀 앨런 등이 출연하였고, 브라이언 라일리 등이 제작에 참여하였다.
속편 《산타 클로스 3: 산타의 탈출》(2006)로 이어진다.

## 출연진

### 실물
- 팀 앨런
- 엘리자베스 미첼
- 웬디 크루슨
- 저지 라인홀드
- 릴리아나 무미
- 데이비드 크럼홀츠
- 에릭 로이드
- 스펜서 브레슬린
- 아이샤 타일러
- 피터 보일
- 제이 토머스
- 케빈 폴랙
- 아트 러플루어
- 마이클 돈
- 몰리 섀넌

### 목소리
- 캐스 수시

## 기타 제작진
- 배역: 재키 버치
- 미술: 토니 버로
- 의상: 잉그리드 페린
- 특수 효과: 톰 우드러프 주니어, 앨릭 길리스
- 음악 감독: 프랭키 파인

## 같이 보기
- 크리스마스 영화 목록